# Europese kampioenschappen judo 1989

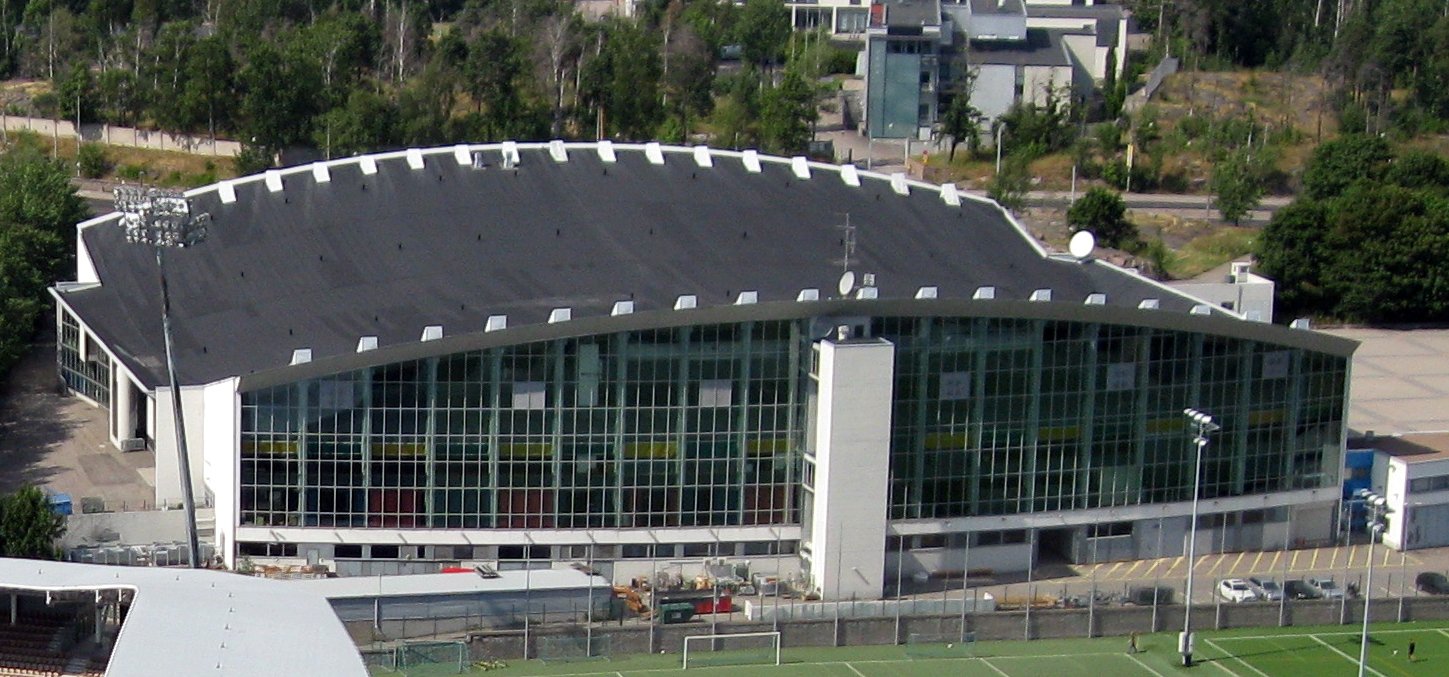
Helsingin jäähalli.

De Europese kampioenschappen judo 1989 werden van 11 tot en met 14 mei 1989 gehouden in Helsinki, Finland. De wedstrijden vonden plaats in de Helsingin jäähalli (IJshal van Helsinki).

## Resultaten

### Mannen
| Gewichtsklasse | Goud                 | Zilver          | Brons                                 |
| -------------- | -------------------- | --------------- | ------------------------------------- |
| – 60 kg        | Amiran Totikaschwili | Petr Šedivák    | Philippe Pradayrol Carlos Sotillo     |
| – 65 kg        | Bruno Carabetta      | Sergei Kosminin | Pavel Petřikov József Csák            |
| – 71 kg        | Jorma Korhonen       | Bertalan Hajtós | Marc Alexandre Giorgi Tenadse         |
| – 78 kg        | Baschir Warajew      | Frank Wieneke   | Anthonie Wurth Zsolt Zsoldos          |
| – 86 kg        | Fabien Canu          | Witali Budjukin | Axel Lobenstein Giorgio Vismara       |
| – 95 kg        | Koba Kurtanidse      | Jiří Sosna      | Marc Meiling Theo Meijer              |
| + 95 kg        | Rafał Kubacki        | Thomas Müller   | Hans Buiting Grigori Weritschew       |
| Open           | Juha Salonen         | Frank Möller    | Sergei Kossorotow Harry Van Barneveld |

### Vrouwen
| Gewichtsklasse | Goud                    | Zilver                | Brons                               |
| -------------- | ----------------------- | --------------------- | ----------------------------------- |
| – 48 kg        | Cécile Nowak            | Karen Briggs          | Małgorzata Roszkowska Marjo Vilhola |
| – 52 kg        | Jaana Ronkainen         | Dominique Maaoui-Brun | Joanna Majdan Sharon Rendle         |
| – 56 kg        | Catherine Arnaud        | Maria Gontowicz       | Jenny Gal Miriam Blasco             |
| – 61 kg        | Catherine Fleury-Vachon | Lenka Šindlerová      | Diane Bell Yael Arad                |
| – 66 kg        | Emanuela Pierantozzi    | Alexandra Schreiber   | Ulla Werbrouck Claire Lecat         |
| – 72 kg        | Ingrid Berghmans        | Elisabeth Karlsson    | Marion van Dorssen Aline Batailler  |
| +72 kg         | Angelique Seriese       | Anne Åkerblom         | Nathalie Lupino Beata Maksymow      |
| Open           | Angelique Seriese       | Beata Maksymow        | Ingrid Berghmans Jelena Gutschina   |

## Medailleklassement
| Plaats | Land                           | Goud | Zilver | Brons | Totaal |
| 1      | Frankrijk                      | 5    | 1      | 5     | 11     |
| 2      | Sovjet-Unie                    | 3    | 2      | 4     | 9      |
| 3      | Finland                        | 3    | 1      | 1     | 5      |
| 4      | Nederland                      | 2    | –      | 5     | 7      |
| 5      | Polen                          | 1    | 2      | 3     | 6      |
| 6      | België                         | 1    | –      | 3     | 4      |
| 7      | Italië                         | 1    | –      | 1     | 2      |
| 8      | Tsjecho-Slowakije              | –    | 3      | 1     | 4      |
| 9      | Bondsrepubliek Duitsland       | –    | 2      | 1     | 3      |
| 9      | Duitse Democratische Republiek | -    | 2      | 1     | 3      |
| 11     | Hongarije                      | -    | 1      | 2     | 3      |
| 11     | Verenigd Koninkrijk            | -    | 1      | 2     | 3      |
| 13     | Zweden                         | –    | 1      | –     | 1      |
| 14     | Spanje                         | –    | -      | 2     | 2      |
| 15     | Israël                         | –    | -      | 1     | 1      |
|        | Totaal                         | 16   | 16     | 32    | 64     |